# ميخائيل تايلور (فنان)
ميخائيل تايلور (بالإنجليزية: Michael Taylor)‏ هو فنان أمريكي، ولد في 1944 في لويسبورغ في الولايات المتحدة.